# Theridion mauense
Theridion mauense là một loài nhện trong họ Theridiidae.
Loài này thuộc chi Theridion. Theridion mauense được Lodovico di Caporiacco miêu tả năm 1949.